# 集団示威運動等の秩序保持に関する法律案
集団示威運動等の秩序保持に関する法律案（しゅうだんしいうんどうとうのちつじょほじにかんするほうりつあん）とはデモ活動を規制する法案。当時は、「デモ取締法案」「集会デモ取締法案」「集団デモ取締法案」「集団示威取締法案」とも呼ばれていた。

## 概要
デモ活動が公衆の生命、身体、自由、財産に危険を及ぼさないよう秩序を保持しつつ行われることを確保することを目的として、公共の場所におけるデモ活動に関して72時間前の届出制をとり、公衆の生命、身体、自由、財産に対する直接の危険が認められる場合にのみ、公安委員会に対して一定の条件や事項の変更を命じ得る権限及び警察官が警告、制止、解散の権限を保持することが規定されている。各自治体の公安条例の一本化を狙っていることもあり、法案の附則には法施行と同時に各自治体の公安条例は失効することが規定されている。
サンフランシスコ平和条約発効後の1952年5月10日に国会に提出され、6月10日に衆議院で届け出について行進が伴わない物については48時間前とする修正案が可決されたが、参議院では採決されずに廃案になった。